# Date (유닉스)

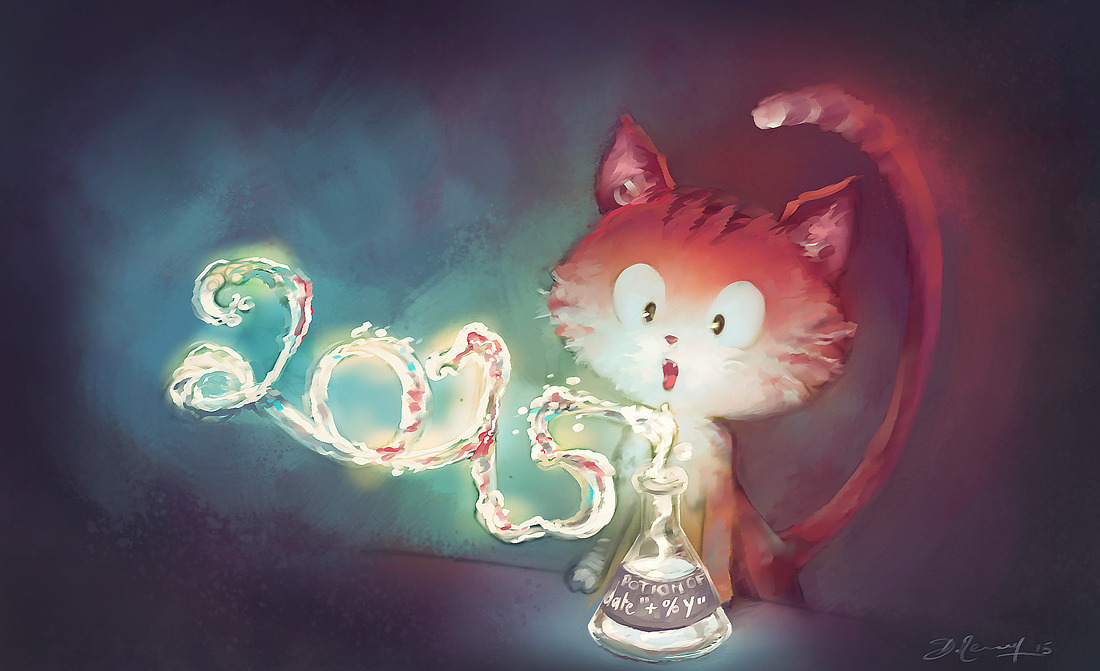

date는 현재 날짜와 시간을 출력하는 명령어이다. 터미널 창에서 date라는 명령어를 입력하면 현재 표준시가 출력된다.

## 같이 보기
- 시스템 시간
- 유닉스 시간